# La morte viene dall'ombra
La morte viene dall'ombra (A Night to Remember), un film del 1942 diretto da Richard Wallace.

## Trama
Una giovane moglie affitta un angusto appartamento al Greenwich Village sperando che la sua atmosfera aiuti il marito, scrittore noir, fornendogli ispirazione. Quando un cadavere viene trovato nell'appartamento la loro vita cambia radicalmente.